# はなしまなおみ
はなしまなおみは、日本のヴァイオリニスト。国立音楽大学ヴァイオリン科にてクラシック音楽を学び、童謡や映画音楽、アニメソングなど幅広い楽曲を演奏する。2003年からは『なおさんプロデュース』を主宰、定期演奏会「はなしまなおみと行く音楽世界の旅」を開催する。2008年より超!A&G+東京国際アニメフェア超!ステーションに出演するほか、2010年からは文化放送主催のA&Gミュージックアカデミーの講師を務める。 

## ディスコグラフィー
- 「海に、そして宙（そら）に」（2009年3月25日発売、マリン・エンタテインメント）
  - 表題曲で、能登麻美子・地球NOTE のオープニングテーマである「海に、そして宙（そら）に」、同番組のBGMに使われた「あの時、あの街で」の演奏を、はなしまなおみwithアンサンブルフレーズが担当[2]。
- 「東京国際アニメフェア2010公式テーマソング『Happy place』」（2010年3月19日発売、マリン・エンタテインメント）
  - 東京国際アニメフェア 超!ステーション（2010年度、2011年度）テーマソングの「In Festive Mood」（演奏：はなしまなおみwithアンサンブルフレーズ）を収録。

## 出演番組
- 東京国際アニメフェア2009 超!ステーション（超!A&G+）
- 東京国際アニメフェア2010 超!ステーション
- 東京国際アニメフェア2011 超!ステーション
- 東京国際アニメフェア2012 超!ステーション
- 東京国際アニメフェア2013 超!ステーション